# 夏娃·佩里塞
夏娃·若塞特·诺埃勒·佩里塞（法語：Ève Josette Noelle Périsset；1994年12月24日—），法国女子职业足球运动员，司职右后卫，目前效力于切尔西足球俱乐部和法国国家女子足球队。她曾代表法国参加2024年夏季奥林匹克运动会女子足球比赛。